# 潘冠翰
潘冠翰（1989年6月19日—）為臺灣男子籃球運動員，主打前鋒位置，曾效力於裕隆納智捷。2020年底加入新竹攻城獅。2021年已婚的潘冠翰被曝光與女球迷有染，並且逼迫妻子離婚。他被新竹攻城獅以影響球隊形象為由不再續約。